# タシュケント・サマルカンド高速鉄道
タシュケント・サマルカンド高速鉄道 (タシュケント・サマルカンドこうそくてつどう、英語: Tashkent–Samarkand high-speed rail line) は、ウズベキスタンのタシュケントからサマルカンドまでの区間で運行されている高速鉄道である。全走行距離は344kmであり、タシュケントからタシュケント州、シルダリヤ州、ジザフ州、サマルカンド州を経てサマルカンドまで運行されている。高速鉄道は「アフラシャブ号 (Afrosiyob)」という車輌名で週に7回走行を行なっている。

## 歴史
タシュケント・サマルカンド高速鉄道の建設は2011年3月11日に開始された。当初、建設費は約7000万ドルと見積もられていた。この建設には新線建設と、従来の線路の改良の両方の作業が含まれており、さらに走行ルートにおける現代的な信号システムの導入も行う必要があった。高速鉄道用の線路整備に加えて、建設プロジェクトの一部としてブハラやヒヴァといった都市に高速鉄道用ではない規格の低い線路が新たに敷設された。全344kmの線路では最大走行速度250km/hで運行することが可能になり、タシュケントからサマルカンドまで約2時間で結ぶこととなった。2011年9月、高速鉄道の商業的な運行が開始される予定だったが、9月18日時点では35kmしか線路が完成しておらず鉄道会社は全ルートの線路の建設を完成させるためには予算が不足していると報告してきた。
2015年8月22日、路線はカルシまでの 141km が延長されて営業を開始した。2016年8月25日、路線はサマルカンドからさらに 256km 延長されたブハラへ向け、最初の Talgo 250 が走った。タシケントからの距離は 600km にもなり、旅程はそれまでの 7 時間から 3 時間 20 分 に短縮された。

## 運行
2009年11月、高速鉄道用の車両が製造費3800万ユーロ (5300万ドル)でタルゴにより製作されることとなった。この購入金額はウズベキスタン鉄道交通局がウズベキスタン再建築・開発のために融資を受けて製作されることとなった 第1号車両であるタルゴ250は2011年7月22日に提供され、9月に2号車両が提供されることとなった。それぞれの車両は車掌室2、257名収容の8つの乗客用車両、そして食堂車からなっていた。
2011年8月26日、タシュケントからサマルカンドまでの試験走行が行われ、サマルカンドで開催された「Sharq taronalari」音楽祭への乗客を乗せて運行した。列車は全走行距離約340kmを2時間で結ぶとされた。 
2011年10月8日、商業的な運行が開始され、「アフラシャブ号 (Afrosiyob)」という名前で週に2回運行されることになった。しかし、全ルート中における高速鉄道用の線路の不足から全走行時間は2時間半をこえることとなった。
2012年1月24日、OJSC "Uzjeldorpass" (ウズベク旅客鉄道, Uzbek Passenger Railways) は、アフラシャブ号を週に5回運行すると発表した。さらに2012年2月13日よりアフラシャブ号はタシュケントとサマルカンドを毎日1便運行することとなると発表された。
2012年5月より、アフラシャブ号は金曜日、土曜日、日曜日には一日に2往復することとなると、SJSC (国営ジョイント・ストック・カンパニー) の「ウズベキスタン鉄道交通局 (Uzbekistan Temir Yollari)」より発表された。

## 路線
2019年8月31日現在
- タシケント - サマルカンド - ナヴォイ - ブハラ
- タシケント - サマルカンド - カルシ

### 今後の計画
ウズベキスタンのシルクロードの主要都市を結ぶため、ウルゲンチ経由でヒヴァまで延伸開業する予定である。2018年12月にヒヴァ～ウルゲンチ間が開業しており、2021年に完成予定であった。しかし2022年2月時点では、ブハラ～ウルゲンチ間は未だ着工されていない。完成すればタシケント～ヒヴァの所要時間は7時間と短縮される。
2024年3月、延伸開業に伴う車両増備で現代ロテムのKTX-イウムをベースとした高速鉄道車両を購入すると発表した。